# Johann Friedrich Riederer
Johann Friedrich Riederer, Pseudonym: IriFloR, (* 20. Februar 1678 in Nürnberg; † 25. Juni 1734) war ein deutscher Dichter.

## Leben
Der Sohn Christoph Riederers, des Diakons von St. Egidien, wurde hauptberuflich Kaufmann, bekannter jedoch als Poet unter dem Namen IriFloR. Fünfjährig kam er auf das Gymnasium Aegidianum, wo ihn der damalige Konrektor und spätere Rektor Samuel Faber für die Poesie begeisterte. Wohl bedingt durch den Tod des Vaters verließ er 1692 mit 14 Jahren das Gymnasium. Eine sechsjährige kaufmännische Lehrzeit bei den Handelsherren Weinberger und Geiger in Nürnberg schloss sich an.
1698 reiste Riederer erstmals über Frankfurt, Köln, Düsseldorf und Amsterdam nach London. Er blieb dort anderthalb Jahre und gelangte als Reisebegleitung, die er dem Russen Peter Posnicov anbot, über Canterbury, Dover und Calais, die Normandie und Piccardie nach Paris, wo er am Neujahrstag 1700 eintraf. In Paris blieb er zwei Monate. Selben Jahres trat er in Lyon in eine Anstellung des Handelshauses Tourton, in der er weitere anderthalb Jahre verblieb. Über Genf, die Schweiz und Schwaben gelangte er 1702 zurück nach Nürnberg.
Die Wirren des Spanischen Erbfolgekriegs bewogen ihn 1703, sich über Böhmen nach Wien zu begeben und dort erneut eine kaufmännische Anstellung anzutreten. 1708 kehrte er abermals nach Nürnberg zurück, wo er 1710 in den Rat gewählt wurde und 1713 in den Pegnesischen Blumenorden aufgenommen wurde. Sein Autorname wurde IriFloR, sein Symbol die Schwertlilie mit der Devise: „Wider die lustigen Anläuffe!“
Einen zweiten Frankreichaufenthalt absolvierte Riederer in geschäftlicher Mission 1720 – ohne größeren Erfolg. Wieder in Nürnberg unterrichtete er vor allem Niederländisch, Englisch, Französisch und Spanisch – Sprachen, in denen er nebenbei auch Gedichte verfasste.

## Werke (Auswahl)
Die nachfolgende Liste nach Zedlers Universal-Lexicon:
- Leichen- Hochzeit- Vermischt und Geistliche Getichte. Hoffmann & Streck, Nürnberg 1711. (Digitalisat)
- Der Wohlgeplagte Kauffmann.
- Gründliche Untersuchung der Zahl Sieben. Tauber, Franckfurth/Leipzig 1719. (Digitalisat)
- Die Geheimniß-volle Zahl Drey und Sieben.
- Das Poetische Schertz-Cabinet, Bestehende aus hundert theils anmuthigen Historien, theils Sinn-reichen Schertzen, Auf Reisen, und in vertrauten Compagnien füglich anzubringen; Mehrentheils mit dem Schlüssel Spanischer, Frantzösischer, Englischer, Holländ- und Italiänischer, auch zum Theil Einheimischer Scribenten aufgesperret, und bey müssigen Neben-Stunden zu eigener Ergötzlichkeit In Teutsche Reimen geputzet und ausgeschmücket. Ohne Ort und Jahr. (De Gruyter, Deutsche Literatur des 18. Jahrhunderts Online)
- Fabeln Aesopi in Deutschen Versen.[1]
- Der Hazard eines Freyers, In Erwählung einer Braut, Vorgestellet, Als Der ... Herr Samuel Preidel, Von Oedenburg, Mit der ... Jungfer Eva Jacobe, Deß ... Herrn Christoph Schöberls ... Tochter, Den 6. Martii, 1708. priesterlich getrauet wurde, Und Unter hertzlicher Anwünschung einer tausendfältigen geseegneten Vermählung auß Wienn übersandt. Hofmann, Regensburg o. J. (Digitalisat)
- Prognosticon aufs Türckische Reich.[2]
- Eigentliches Portrait eines getreuen Schul-Lehrers in der Persohn Samuel Fabers---, welches nebst einer Vorrede von Gelehrten, so vor ihrem Tode ein denckwürdig Testament gemachet, dem Druck übergeben Johann Christian Koch. Grosse, Leipzig 1716. (Digitalisat)
- Abentheuerliche Welt in einer Pickelherings-Kappe oder Satyrische Gedichte (1718).
- Ein Katalog von 1050 Kaballistischen Paragrammen, der in der Zeit eingehender diskutiert wurde.
- Die bedenckliche und Geheimnisreiche Zahl Drey, in Theologicis Historicis et Politicis. Franckfurt/Leipzig 1732. (Digitalisat)
- Gedichte und historische Erzählungen über die bedenkliche und Geheimnus-reiche Zahl Drey. Tauber, Franckfurth/Leipzig 1748. (Digitalisat)

Heute wird man der Sammlung Abentheuerliche Welt in einer Pickelherings-Kappe oder Satyrische Gedichte größeren Stellenwert beimessen, da sie die früheste deutsche Satiren auf die mittlerweile weit verbreitete Romanlektüre enthalten.